# 姉ちゃんの恋人
『姉ちゃんの恋人』（ねえちゃんのこいびと）は、2020年10月27日から12月22日までカンテレ制作・ホリプロ制作協力により、フジテレビ系「火曜21時枠」で放送されたテレビドラマ。主演は有村架純。
キャッチコピーは「つづけ、幸せ。」

## 概要
岡田惠和のオリジナル脚本。主演の有村架純とは、NHK連続テレビ小説『ひよっこ』を始め、本作で6作目のタッグとなる。ハロウィーンからクリスマスにかけて女手ひとつで弟3人を養う“肝っ玉姉ちゃん”が職場の男性と恋に落ちながらも懸命に生きていくさまを描くラブ&ホームコメディ。主演の有村は『中学聖日記』以来2年ぶりの民放連続ドラマの主演となる。
物語は長男・和輝の視点で俯瞰した姉・桃子と吉岡との恋愛の様子や、和輝の桃子に対する心情を独白するナレーションを挟んで進行する。

## あらすじ
9年前、安達桃子は高校3年生の時に交通事故で両親を亡くしてしまい、残された3人の弟たち和輝、優輝、朝輝を養うため大学進学を断念、叔父の川上菊雄から紹介されたホームセンター「T's Craft & Home」に就職して葛西店のホームファッション売り場で働き始める。それ以来桃子は弟たちの幸せを何よりも大切に考え、一家の大黒柱として辛い過去や日々の苦労を懸命に乗り越え、毎日を過ごしていた。
そんなある日、ハロウィンを迎えようとしていた頃、桃子の提案を切っ掛けにホームセンターではクリスマスに向けて店内を装飾するプロジェクトチームを発足させることとなり、各部署からメンバーが選出され、桃子はそのリーダーを任される。桃子はそのプロジェクトでそれまで接点のなかった配送部の吉岡真人と出会い、価値観が似ていたことから彼に恋をする。クリスマスのプロジェクトは無事成功し、桃子はバーで偶然出会った配送部の高田悟志に一目惚れしていた先輩の市原日南子にダブルデートを持ちかけ、そのダブルデートで桃子は真人に告白するが、真人は困った顔をする。真人は傷害事件で前科があることから、自分は幸せになってはいけない、他人に関わってはいけないと心を閉ざしていたのだ。事情を聞いた桃子は「一緒に泣こう。一緒に笑おう。私の恋人になってください」と事情を承知したうえで真人の心に寄り添い改めて告白し、真人に交際の願いを受け入れてもらう。
ある日、桃子と真人がデートをしていると真人が実刑を受ける遠因となる事実に反する証言をした元交際相手の武部香里と再会する。謝罪する香里を制し、真人は「世界中に言いたいぐらい幸せ」「どっちが幸せに生きてるか競争だね 」と香里に告げ、彼女の過去の偽りの証言を水に流す。真人の母・貴子にも挨拶を済ませた桃子は、真人を安達家で開催されるクリスマスパーティーに誘う。クリスマスパーティー当日、安達家に向かう真人と桃子は、桃子が座っていた男性の足にぶつかったことをきっかけに揉め、二人組の男性から暴力をふるわれそうになるが、真人は桃子を盾となって守り抜き、真人が過去に起した傷害事件を思い起こさせる出来事を二人で乗り越え絆を深める。
12月24日、ホームセンターでは社員やその家族を対象としたクリスマスパーティーが開かれ、桃子と真人はパーティーを抜け出し、クリスマスツリーの前でキスを交わす。
その後、二人は冬の海岸にデートに出かけ、桃子は真人から俺みたいな男と結婚する方がいいとプロポーズされ、喜ぶ。桃子は真人に夢見ていることを話す。それは、安達家の食卓に桃子と真人、桃子の親友で和輝の彼女である浜野みゆきや和輝、優輝、朝輝、さらには貴子がいて、みんなで笑っていることだった。桃子は海を眺めながら、真人の肩にもたれかかる。

## キャスト

### 主要人物
安達桃子（あだち ももこ）〈27〉
演 - 有村架純
本作の主人公。
ホームセンター「T's Craft & Home」葛西店で勤務歴9年の女性。ホームファッション売り場担当。
高校3年生の時に両親を交通事故で亡くしたため 大学進学を断念。それ以降、和輝、優輝、朝輝の3人の弟たちを養うため、叔父の川上に紹介された「T's Craft & Home」に就職した。クリスマスプロジェクトを切っ掛けに出会った配送部の真人と価値観が似ていたことから、彼に恋をする。
仕事やプライベートで真人と交流を深めていき、彼に交際を申し込むが、過去に交際していた女性を守るために起こした傷害事件で前科があることを理由に、桃子に関わることはできないと申し出を断られてしまう。真人からの返事に落ち込むが、最後に観覧車で二人きりになり、恋人になれないという返事を受け止める代わりに、過去の傷害事件に対する真人の正直な気持ちを聞かせて欲しいとお願いし、真人から苦悩や絶望する気持ちを正直に教えてもらったことで彼の人柄に触れ、前言を撤回し、やはり恋人になりたいと再度交際を申し込み、受け入れてもらう。
みゆきから和輝と交際している件を聞かされ、二人の交際を認めるとともに、和輝が女性とお付き合いするくらいの年頃になったのかと弟の成長を喜ぶ。
弟たちやみゆきの待つクリスマスパーティーへ真人と一緒に向かう道すがら、体をぶつけたことで二人組の若い男性に言いがかりをつけられ路地裏で暴力を受けそうになるが、真人が反撃することなく、身を挺して暴力に耐え守ってくれたおかげで怪我をせずに済み、真人が過去に起した傷害事件を思い起こさせる出来事を二人で乗り越え、絆を深める。
葛西店で開かれたクリスマスパーティーが終わった後、真人からクリスマスツリーの前でキスしてもいいかと問われ、わざわざ了承を得ることを笑うが、真人とキスを交わし「俺たちが世界で一番幸せだね」と二人で確認しあった後、再びキスを交わす。
吉岡真人（よしおか まなと）〈31〉
演 - 林遣都（幼少期：南口夏輝）
ホームセンター「T's Craft & Home」葛西店の配送部勤務の青年。桃子の恋する相手。
仕事に実直、常に低姿勢で笑顔を絶やさない。フォークリフトの腕が良く、夜勤の仕事も真面目にこなしている。これまで桃子との接点はなかったが、店舗内の各部署から選出されるクリスマスプロジェクトのメンバーに選ばれたことを契機に、桃子と出会う。
ライバル業者の「DIYホームセンター」との草野球の早朝試合に助っ人として呼ばれると、夜勤明けにピッチャーとして途中登板し、ノーアウト満塁のピンチをしのぐ大活躍をする。臼井によると高校野球でいいところまで勝ち進み、助っ人としてサッカー部の試合にも駆り出されていたほど運動神経が抜群。
大学卒業後、希望した食品関係の会社に勤務していたが、3年前、プロポーズを交わした女性・香里が男性2人組に乱暴されたため、彼女を守るのに道端にあった角材で男性たちを殴打して重傷を負わせたことから、刑務所に2年服役した過去があり、世間体から小学校の教員であった両親はともに教員を辞職、教頭であった父は世間からの非難に耐え切れず真人が服役中に自死を選んでいる。そのため、過去の傷害事件がトラウマとなって、自分は幸せになってはいけない、他人と関わりを持ってはいけないと考えており、桃子からの交際の申し出を断るが、桃子の「一緒に泣こう、一緒に笑おう」と寄り添ってくれる気持ちに触れ、再度申し込まれた桃子からの交際の願いを受け入れる。
桃子とデートをしていた際、元交際相手の香里と偶然再会し、香里から暴行事件の際に世間体を気にして本当のことを証言できなかったことを謝罪されるが、今は桃子と交際して自分は幸せなので、暴漢から守ったと思うためにも気にせず幸せになることから逃げないで欲しいと告げ、香里の虚偽の証言を水に流す。
桃子が街で言いがかりをつけられ、若い男性二人組から暴力を受けそうになるが、身を挺して男性たちからの暴力から桃子を守りぬき、過去に自身が起した傷害事件を思い起こさせる出来事を桃子と二人で乗り越え、絆を深める。
葛西店で開かれたクリスマスパーティーが終わったあと、勇気を出して自分の方から桃子にキスをしてもよいかと問いかけ、クリスマスツリーの前で桃子とキスを交わし、後日、桃子があこがれていたシチュエーションでデートをした際、桃子は自分の様な男と結婚する方がいいとプロポーズする。

### 安達家
安達和輝（あだち かずき）〈20〉
演 - 髙橋海人（King & Prince）（幼少期：中村太陽）
安達家の長男。農学部の大学3年生。家族のために働き、大学にも通わせてくれた桃子に対して心から感謝している。姉思いで、いつか恩返しをすると心に誓っている優しい弟。過去に恋愛に失敗して傷つく桃子を見てきたため、桃子の恋の気配を感じ取って以降は心配が尽きない。
桃子から生きていくうえで大切な衣食住に関わる仕事に就くことを勧められており、食品会社への就職を希望している。
姉と交際を始めた真人に、姉を傷つけるようなことがあれば許さないと告げた上で、桃子との交際が上手くいくようにお願いする。
桃子の親友・みゆきが初恋の相手で、その思いを告白して交際を申し込み付き合うことになり、クリスマスイブの前日にお互いに交換したプレゼントが全く同じマフラーであったことで、互いを思う気持ちを確認して、キスを交わす。
作中では姉・桃子と吉岡との恋愛の様子や、桃子に対する心情を独白する語り手も務める。
安達優輝（あだち ゆうき）〈17〉
演 - 日向亘（幼少期：村上秋峨）
安達家の二男。高校2年生。将来、建築や住宅デザインの仕事に就職すること見据えて国立大学を目指しつつ、学校が休みの期間限定だがアルバイトをして家計を助けるなど家族思い。
桃子らから「中（ちゅう）」と呼ばれることに不満気である。
安達朝輝（あだち ともき）〈14〉
演 - 南出凌嘉（幼少期：小山蒼海）
安達家の三男。葛西北中学校の中学生。幼少期は身体が弱かったが、今では部活でサッカー部に所属し、FCヴォルクというクラブチームから入団テストを勧められ、入団後レギュラーになるほどたくましく成長している。
二人の兄たちがそうしたように、自分も家計を支えるために早くアルバイトをしたいと考えている。
桃子たちの両親
演 - 高松克弥 、みょんふぁ
桃子が高校3年生のとき街中で両親と偶然会うが、青信号を渡っていた時に桃子の目前で信号無視の車に轢かれて亡くなっている。

### T's Craft & Home 葛西店
桃子や真人たちが勤務するホームセンター。
高田悟志（たかだ さとし）〈45〉
演 - 藤木直人
配送部勤務。真人がホームセンターに就職した当初から彼の前科を承知のうえで気さくに接するなど、彼の良き理解者。明るく饒舌。日南子には「好きになってくれる人が好き」と語る。8人兄弟の5男で、曰く「家庭ではあまり大事にはされていなかった」。
実は「T's Craft & Home」の現社長の御曹司で、現社長の会長就任に伴い次期社長に就任することが内定しており、社内や社員たちの内情を知るために身分を隠して葛西店の配送部で勤務していた。
社長就任の12月24日の開店前に花束を持って日南子にプロポーズし、今後も日南子が葛西店に勤務することを条件にプロポーズを受け入れてもらう。
真人の前では稀に「マナティ」と呼称する等子供染みた言動が多く、社長就任後もそれは変わらず真人から「子供か 子供社長か」と窘められる始末。
市原日南子（いちはら ひなこ）〈40〉
演 - 小池栄子
ホームファッション売り場のチーフ。仕事では頼りがいがあるが、恋愛に対しては不器用。
日頃からよく仕事を頑張っている桃子を店舗のクリスマスプロジェクトのリーダーに推薦するなど桃子を高く評価しており、真人に交際の申し出を断られ落ち込んでいた桃子を沙織と励ますなど面倒見もよい。
バーで偶然出会った悟志に一目惚れし、彼に積極的にアプローチをかける。悟志に交際を申し込んで以降は久々の恋愛に浮き足立って仕事でミスを連発し、悟志からハグされた翌日にはそのことばかり思い出し意味もなく職場内を歩き回るなど彼に夢中になっており、彼が12月24日で異動となることを知るとショックを受ける。悟志に異動のことを確認しようとした際、偶然彼がT's Craft & Homeの社長であることを知り、新社長の悟志が葛西店に勤務していたのは社内の内情を知る調査のためで、自分との交際はその調査の一環と受け止め、社長と従業員の恋愛が成就するはずがないと思っていたが、思いがけず開店前の時間に悟志からプロポーズを受け、今後も葛西店に勤務を許してもらうことを条件に、彼のプロポーズを受け入れる。
岸本沙織（きしもと さおり）〈39〉
演 - 紺野まひる
桃子の同僚。既婚で子持ち。涙もろく、桃子と弟たちの思い出話を聞かされるとすぐに泣いてしまう。表情に乏しいときが多く、ボヤく場合もあるため、ときどき自分のキャラを「幸が薄いと思われている」と感じている。
日南子とはほぼ同期で 仲が良く、既婚未婚、子供がいる・いないでグループに別れがちになる女性にあって、既婚子持ちが幸せな勝ち組とみなされる空気が好きではなく、好きな旦那や好きな子供と一緒にいられることが幸せであって、何かの形に属しているから幸せという訳ではないと一緒に飲みに行ったバーで日南子に「幸せの形は1つではない」と語っている。
原田福代（はらだ ふくよ）〈51〉
演 - 阿南敦子
桃子の同僚。明るいベテラン社員。安達家での愛称は「ふくよかさん」。
臼井一（うすい はじめ）〈40〉
演 - スミマサノリ
桃子の同僚。存在感が薄く、物静か。粗大ごみに廃棄されたイスに自身が座った写真を撮影し、その写真をSNSに投稿するのが趣味。
子供の頃に大切にしていたイスを母親に捨てられてしまったことを契機にイスの写真を撮影することが趣味となっており、その趣味を知る悟志が勤務時間中にメールで廃棄された椅子を教えてくれたので、休憩をとり急いで現物を確認しに行くと、そのイスこそ子供の頃に捨てられてしまった自分のイスで、奇跡的に再び巡り合う。
悟志の社長就任パーティーに彼を同じく斑メガネを掛けた妻と娘が登場している。
武内省吾（たけうち しょうご）〈22〉
演 - 那須雄登（美 少年 / ジャニーズJr.）
桃子の後輩。ロックフェスに参加するための資金と休暇を貯めるため、皆勤賞で仕事に励んでいる。
山辺新之助（やまべ しんのすけ）〈24〉
演 - 井阪郁巳
桃子の後輩。何事にも悩みがちな性格。
ハロウィンの時はハロウィンマンというカボチャのランタンの顔をしたキャラクターが子供たちに不評だったことで落ち込んでいたが、クリスマスでサンタクロースの仮装をした際は子供受けが良くお菓子をもらいに駆け寄ってきてくれたことで気持ちを盛り返し、桃子と真人がクリスマスの装飾に「幸せな人だけではなくて、寂しい人にも」と言っていたことを意識して、恥ずかしがって近づけない女の子にもお菓子を配るなど心の余裕も見せるようになる。
宇多川（うたがわ）
演 - 西川瑞
夜間警備の警備員。無口で強面。
実は新社長になる悟志の社長秘書で、悟志が身分を隠して葛西店の配送部で勤務するにあたり自身も身分を隠して葛西店の警備員として勤務して、悟志の傍に仕えていた。
社長秘書に戻ってからは、警備員の時とは正反対に温和でよく笑っている。
店員
演 - 勝亦亜友美、新田麻緒、南木春香、佐々木ちあき、中村文也、泉谷アキヒロ、瀬崎勝明

### 川上家
川上菊雄（かわかみ きくお）〈62〉
演 - 光石研
桃子の叔父。亡くなった桃子の父の弟。急遽働かなければならなくなった桃子の就職先にホームセンターを紹介した。
真人の保護司を務めており、彼の人となりを理解しているはずが、両親を亡くしてこれまで苦労してきた桃子が前科のある真人と交際することで更に苦労するのではないかと苦悩しており、二人の交際を素直に応援できない胸の内を真人の母・貴子に吐露する。また、黙っていることができないと、桃子の帰宅を待ち伏せし、うそをつくことができないからと真人には前科があることを桃子に正直に伝えている。しかし、桃子と真人がいざ交際することになると二人のことを応援する。
藤吉が貴子に気があることを察しており、貴子に思いを伝えるよう藤吉の恋を応援する。

### 吉岡家
吉岡貴子（よしおか たかこ）〈54〉
演 - 和久井映見
真人の母。元小学校教員。
3年前、真人の傷害事件が原因で教頭を務めていた夫とともに小学校教員を辞職したが、夫は世間からの非難に耐えられず自死してしまい、現在は社会復帰した真人とアパートで二人暮らし。弁当店「藤吉」にパート勤めをしている。傷害事件以降、塞ぎ込んでいた真人の行末を心配していたが、桃子が息子の恋人になってくれ、積極的に自分にも接してくれることを喜んでいる。

### その他
浜野みゆき（はまの みゆき）〈27〉
演 - 奈緒
桃子の幼なじみ。桃子が家族にも職場の仲間にも言えない悩みを打ち明けられる大事な存在。
自分の弟のように思いかわいがっていた桃子の弟・和輝から交際を申し込まれ、戸惑いを感じつつも異性として意識してデートを重ねるようになる。和輝との交際の件を桃子に好意的に受け入れられないのではないかとなかなか言い出せないでいたが、取り越し苦労で桃子からは二人の交際を祝福される。後日、クリスマスイブの前日に和輝とお互いに交換したプレゼントが全く同じマフラーであったことで、互いを思う気持ちを確認して、キスを交わす。
旅行会社勤務であったがコロナ禍の影響で会社が潰れ失業し落ち込んでいたが、イブの日に新しい勤め先が決まり、葛西店で開かれたクリスマスパーティーでそのことを桃子に報告し、二人で抱き合い大喜びする。
中野藤吉（なかの とうきち）〈43〉
演 - やついいちろう
弁当店「藤吉」の店主。パートの貴子と二人で店を切り盛りしている。
貴子に気があり、それとなくアピールしているが気付いてもらえない。
葛西店で開かれたクリスマスパーティーに食事を注文されて配達し、真人から「家族のような人」としてパーティーに誘われ、貴子とともに参加している。
武部香里（たけべ かおり）
演 - 小林涼子 （第4話 - 第8話）
真人の元交際相手。パーティーなどの料理のコーディネーターとして働いている。
3年前、男性2人組から乱暴されたところを真人に助け出されるが、世間体を気にして警察に乱暴された事実はないと証言したため、真人が一方的に男性たちに暴行を働いたということで裁判が進められ、真人が実刑判決を受ける遠因を作り出している。
桃子とデートをしていた真人と街で偶然再会し、暴行事件の際に世間体を気にして本当のことを証言できなかったことを謝罪するが、今は桃子と交際して自分は幸せなので、暴漢から守ったと思うためにも気にせず幸せになることから逃げないで欲しいと告げられ、過去を許される。
女の子
演 - 稲垣来泉（第8話 - 最終話）
「T's Craft & Home」に来店していた女の子。サンタの仮装をする山辺が子供たちにお菓子を配っている様子を遠くから恥ずかしそうに見ていたが、それに気付いた山辺からお菓子を渡される。後日、クリスマスイブの日に再び来店し、「サンタさん、プレゼントあげてばっかりでかわいそうだから」と山辺にハンカチをプレゼントする。その直後に桃子が商品として選んだ地球儀のキーホルダーを買い、別の日にたまたま道で転んだ時、起こしてもらった菊雄にそれを見せたところで物語は幕を閉じている。
バーテンダー
演 - 池田祥一

## スタッフ
- 脚本 - 岡田惠和[1][2][3][4][5]
- 音楽 - 眞鍋昭大
- 主題歌 - Mr.Children「Brand new planet」（トイズファクトリー）[10]
- 編成 - 細川陽子、島本講太（フジテレビ）
- 保護司監修 - 木下登志美（五社プロダクション）、新澤健二
- 医療アドバイザー - 山本昌督
- フォークリフト指導 - 星川鉄也（東京クレーン学校）
- サッカー指導 - 成田崇寛
- 配送会社取材協力 - 株式会社スワローロジスティクス
- サウンドデザイン - 石井和之
- 技術協力 - アップサイド、サウンドライズ
- 美術協力 - テレビ朝日クリエイト、KFライズ、KHKアート
- プロデューサー - 岡光寛子[1][2][3]、白石裕菜、平部隆明
- 演出 - 三宅喜重[1][2]、本橋圭太、宝来忠昭
- 制作協力 - ホリプロ
- 制作著作 - カンテレ

## ロケ地
- 島忠 ホームズ葛西店（東京都江戸川区東葛西）：桃子が勤務するT’s Craft & Home葛西店の外観[11]。
- 葛西臨海公園（東京都江戸川区臨海町）：桃子と真人が乗った観覧車がある公園[11]。
- 和光樹林公園（埼玉県和光市広沢）：桃子、真人、日南子、悟志の4人がBBQをした公園[11]。
- きむら亭（東京都大田区大森西）：真人の母・貴子が働くお弁当屋「藤吉」[11]。

## 放送日程
| 各話                                                         | 放送日   | サブタイトル                         | 演出     | 視聴率 |
| ------------------------------------------------------------ | -------- | ------------------------------------ | -------- | ------ |
| 第1話                                                        | 10月27日 | 肝っ玉姉ちゃんが訳アリ男に恋をした!  | 三宅喜重 | 9.2%   |
| 第2話                                                        | 11月03日 | 加速する想い…恋をしようぜベイビー!   | 三宅喜重 | 6.2%   |
| 第3話                                                        | 11月10日 | 2人の恋が急展開! ラブの大渋滞        | 三宅喜重 | 7.3%   |
| 第4話                                                        | 11月17日 | ついに告白! 秋のBBQダブルデート      | 宝来忠昭 | 7.0%   |
| 第5話                                                        | 11月24日 | 告白の返事に涙…彼が下した決断は?     | 宝来忠昭 | 7.4%   |
| 第6話                                                        | 12月01日 | 2人きりの観覧車…好きだから諦めない   | 三宅喜重 | 7.3%   |
| 第7話                                                        | 12月08日 | 幸せカップル続々誕生! 姉VS弟の彼女   | 本橋圭太 | 7.7%   |
| 第8話                                                        | 12月15日 | 元カノに遭遇…3組のカップルに波乱!    | 本橋圭太 | 7.7%   |
| 最終話                                                       | 12月22日 | クリスマスに大サプライズ! つづけ幸せ | 三宅喜重 | 8.3%   |
| （視聴率はビデオリサーチ調べ、関東地区・世帯・リアルタイム） |          |                                      |          |        |

- 初回は15分拡大（21:00 - 22:09）[注 15]。

### インターネット配信
| 配信元             | 配信期間 | 備考                      |
| ------------------ | -------- | ------------------------- |
| TVer               | 7日      | 最新回限定で無料配信      |
| カンテレドーガ     | 7日      | 最新回限定で無料配信      |
| U-NEXT             | 過去分   | 放送終了後より配信開始    |
| Amazon Prime Video | 過去分   | 2021年1月27日より配信開始 |

- TVer 2020年10-12月期 番組再生数ランキングで、計測期間内（2020年10月1日～12月31日）に890万回再生され、再生数第6位となった[15]。
- U-NEXT 年間ランキング 2020 見放題作品の部 国内ドラマ 第10位となった[16]。

## その他
- 第8話でホームセンターでサンタクロースの仮装をした井阪郁巳演じる従業員の山辺からジャケットを着た女の子がお菓子をもらうシーンが描かれ、女の子のジャケットの左ポケットからぬいぐるみが顔出していたが、このぬいぐるみは2019年7月期に本作と同枠で放送された三浦春馬・主演『TWO WEEKS』に登場するストーリー上重要なアイテムであるぬいぐるみ“レッピー”で、ジャケットを着た女の子役を演じた子役・稲垣来泉は『TWO WEEKS』で三浦演じる結城大地の娘・青柳はなを演じており、本作の制作チームが『TWO WEEKS』を制作した縁で“友情出演”を果たしている[17][18]。